# Станислава Валасјевич
Станислава Валасјевич (пољ. Stanisława Walasiewicz; 3. април 1911 — Кливленд, 4. децембар 1980) од 1947. Стела Волш (енгл. Stella Walsh) је некадашња свестрана пољска атлетичарка, која се такмичила у више атлетских дисциплина, а највише успеха је имала у спринтерским дисциплинама.

## Животна и спортска биографија
Станислава Валасјевич је рођена у Пољској, али је као мала са родитељима отишла у САД, где се рано почела бавити атлетиком, нарочито трчањем.
Иако је постизала запаженије резултате, није могла као сувише млада добити америчко држављанство, па самим тим није могла учествовати на Олимпијским играма 1928. у Амстердаму. У Кливленду се прикључила Соколском спортском друштву пољских емиграната. Преко њих је стигла у Пољску и постала члан олимпијског тима Пољске за Игре 1932. у Лос Анђелесу.
На играма је постигла велики успех освојивши прво место у трци на 100 метара са резултатом 11,9 што је био нови светски и олимпијски рекорд. Учествовала је и у дисциплини бацање диска, где је освојила шесто место са 33,60 м. Иако је и даље живела у Америци као пољска држављанка учествује и на следећим Олимпијским играма у Берлину. Иако је имала боље време него у Лос Анђелесу 11,7 сек, није успела да одбрани прво место. Била је друга иза Американке Хелен Стивенс.
Године 1935. учествовала је на Међународним студентским спортским играма (претечама данашњих Универзијада) у Будимпешти. Постигла је велики успех освајањем пет медаља. Три златне медаље освојила је у: трци на 100 м. (12,0), 400 м. (57,6) и скок удаљ (5,73). и две бронзане у бацању диска (34,81 м.) и штафети 4 х 100 метара.
На првом и једином засебно одржаном Европско првенство у атлетици на отвореном 1938. у женској конкуренцији одржаном у Бечу, Валасјевичева је била прва на 100 метара (11,9) и 200 метара (23,8), а друга у скоку удаљ (5,88 м) и штафети 4 х 100 м. Такмичила се и у бацању копља и била шеста са 36,33 метра.
Последње велико такмичење на којем је учествовала било је Европско првенство 1946. у Ослу. Била је чланица штафете 4 х 100 метара, која је заузела 6 место.
У богатој спортској каријери постигла је 51 рекорд Пољске, 18 светских и 8 европских рекорда.
За постигнуте успехе три пута (1932, 1933. и 1934) је проглашена Пољским спортистом године.
Године 1947. удаје се за америчког боксера Нила Олсона и добија америчко држављанство под именом Стела Волш. По престанку спортске каријере била је спортски тренер.
Погинула је 1980. у Кливленду, од залуталог метка, нашавши се случајно у банци приликом пљачке.

## Лични рекорди
- 60 м — 7,3 (1933)
- 100 м — 11,6 СР,(1936)
- 200 м — 23,6 СР,(1935)
- 400 м — 57,6 (1935)
- 800 м — 2:18,3 (1931)
- 1000 м — 3:02,5 СР, (1933)
- 80 м пр. — 12,9 (1938)
- скок удаљ — 6,125 м СР (1939)
- скок увис — 1,49 м (1938)
- бацање кугле — 11,32 (1936)
- бацање диска — 38,99 (1930)
- бацање копља — 38,94 (1938)

## Занимљивости
На аутопсији је установљено да Стела Волш има мушке полне органе, али и нека женска обележја. Иследник Семјуел Гербер је констатовао да је Волш имала вагину и мали неразвијени и нефункционалан пенис и да није имала материцу. Гербер је, да би се сузбиле гласине, изјавио да Волш, иако има двоструке гениталије, треба посматрати као жену, јер је она одгајана као девојчица, и да је живела као жена и да је социјално и правно Волш била жена.
Поводом тог открића покренута је дугогодишња дискусија о брисању са списка носилаца олимпијских медаља, али су касније савременија испитивања показала да је заправо имала химеризам обе комбинације хромозома XX и XY. Особама са таквим поремећајем не може се одредити биолошки пол. Та аномалија била је касније често на дневном реду разних олимпијских комисија.